# ننه (بازیکن فوتبال، زاده ۱۹۸۳)
آندرسون میگل دا سیلوا (پرتغالی: Ânderson Miguel da Silva؛ زادهٔ ۲۸ ژوئیهٔ ۱۹۸۳) ملقب به نِنه، بازیکن فوتبال در پست بازیکن فوتبال در پست مهاجم اهل برزیل است.

## باشگاهی
از باشگاه‌هایی که در آن بازی کرده‌است می‌توان به سانتاکروز، کروزیرو، ناسیونال، کالیاری، ورونا، اسپزیا، اسپزیا و باری اشاره کرد.

## افتخارات

### فردی
- لیگ برتر فوتبال پرتغال: بهترین گلزن ۰۹–۲۰۰۸